# 武原郡
武原郡，中国南北朝时设置的郡。
南朝梁太清三年（549年）分吴郡置武原郡，治所在海盐县（今浙江省海盐县城东南隅），属于吴州，辖境相当今浙江海盐县和海宁市等地。南陈建立后不久废除。
东魏武定八年（550年）分下邳郡置武原郡，下辖武原县、开远县、艾山县。治所在武原县（今江苏省邳州市西北泇口乡）。辖境相当今江苏省邳州市及其附近一带，属于东徐州。北齐废除开远县、艾山县二县。北周属于邳州。隋文帝开皇三年（583年）废武原郡。所辖武原县归属邳州。